# Michelbach (Sulm)
Der Michelbach ist ein selbst knapp 5 km, mit seinem Unterlauf und dem längeren Zufluss Wilhelmsbach zusammen über 7 km langer Bach im Gebiet der Gemeinde Obersulm im Landkreis Heilbronn im nördlichen Baden-Württemberg, der im Obersulmer Dorf Affaltrach von rechts und zuletzt etwa Nordosten am Beginn von deren Mittellauf in die Sulm mündet.

## Geographie

### Verlauf
Der Michelbach entsteht im Höhenwald am Ostrand des Gemeindegebietes von Obersulm auf etwa 320 m ü. NHN zwischen den Waldgewannen Heidenrain im Osten und Köberle im Westen. Der Ursprung liegt etwa 1,2 km nördlich des Wohnplatzes Friedrichshofes und etwa 1,3 km südöstlich des Schlosses Eschenau in der Ortsmitte des Dorfes Eschenau.  Der Bach fließt in seinem anfänglichen Kerbtal zunächst etwa nordwärts und erreicht nach etwa 600 Metern den Waldrand.
Weiterhin von einer Galerie begleitet, fließt er im Osten auf inzwischen nurmehr rund 280 m ü. NHN in einem Bogen dem Ostfuß des rundlichen Höhenausläufers Ammertsberg und anschließend an einem etwas vom Ortsrand entfernten Aussiedlerhof des Dorfes Eschenau vorbei. Er unterquert den das Anwesen mit dem Ort verbindenden Köberleweg und läuft den nächsten halben Kilometer, anfangs dem Siedlungsrand des Dorfes entlang, in nordnordöstlicher Richtung und mit spärlicherem Baumbewuchs am Ufer in einer stark eingeschnittenen Geländerinne bis zu einem weiteren Anwesen in außerörtlicher Lage, an dem er nach Nordwesten abknickt und gleich die Öhringer Straße (L 1035) unterquert und das zu normalen Zeiten wasserlose und sogar teilweise bewirtschaftete Hochwasserrückhaltebecken Michelbach I durchläuft. Das Tal hat sich inzwischen zu einer weiten offenen Mulde geweitet, deren Hänge erst in einiger Entfernung vom Lauf steil ansteigend.
Am Auslass unter der Dammstraße am Nordostrand von Eschenau knickt der Bachlauf auf etwa 220 m ü. NHN nach Westen ab. Der Michelbach fließt nun durch Eschenau, dessen alter Ortskern etwas bachfern linksseits liegt, mit seinen Erweiterungen, jedoch bis ans linke Ufer reicht, während die rechtsufrigen Dorferweiterungen nur auf einem kürzeren Abschnitt bis an den Lauf reichen. Nach dem Dorf stehen wieder einzelne Bäume am Ufer, bald mündet von rechts und verdolt unter einem Feld kurz vor der Kläranlage das Mutzelbächle, das die Weinberge rechts am Abhang des Höhenwaldes Sperbelnau entwässert.
Gleich nach der Kläranlage fließt dem Michelbach auf ungefähr 205 m ü. NHN von links und aus zuletzt südöstlicher Richtung sein größter Nebenfluss zu, der Wilhelmsbach. Dieser entsteht südöstlich des schon genannten Friedrichshofes in höherer Waldlage, verlässt nordwest- bis westwärts die Waldhöhen und läuft dann lange am Westfuß des Höhenwaldes unter den Weinbergen entlang, die an dessen Hangabfall stehen. Dieser Zufluss übertrifft in Quellhöhe, Länge wie Einzugsgebiet den Michelbach-Oberlauf bis dorthin merklich und ist also Teil des Michelbach-Hauptstrangs. Er durchläuft ein gutes Stück südlich Eschenau das Hochwasserrückhaltebecken Wilhelmsbach, in dem dauerhaft ein See angestaut ist.
Nach diesem Zulauf wendet sich der Bachlauf, anfangs noch etwas entfernt vom Siedlungsrand des Dorfes Affaltrach, immer mehr auf südwestlichen Lauf. In seiner nun recht breiten Aue durchzieht er dabei erst das Hochwasserrückhaltebecken Michelbach II, das nur bei Hochwasser einstaut, und passiert dann das Affaltracher Freibad links am Lauf. Danach rückt der steile Weinberghangs des Höhenausläufers Salzbergs (300,5 m ü. NHN) nahe ans rechte Ufer und er tritt ins Dorf ein. Darin mündet von rechts und etwa Norden der Zeilhofbach unter der Poststraße, auch er verdolt, der Weinberge jenseits des Salzbergs entwässert. Nachdem der Michelbach noch einmal die L 1035, hier Willsnacher Straße genannt, unterquert hat, mündet er schließlich auf knapp 193,1 m ü. NHN von rechts und Nordwesten in die Sulm, die etwa hier ihren Mittellauf beginnt. Im Mündungswinkel steht auf dem Sporn der kleine Ortskern des inzwischen weit über beide Gewässer hinübergewachsenen Affaltrach.
Der Michelbach mündet nach einem 4,7 km langen Lauf mit mittlerem Sohlgefälle von etwa 27 ‰ ungefähr 127 Höhenmeter unterhalb seiner Quelle.
Sein Hauptstrang mit dem Wilhelmsbach als Oberlauf ist sogar 7,3 km lang, hat ein mittleres Sohlgefälle von etwa 34 ‰ und mündet ungefähr 247 Höhenmeter unter der Heiligenbrunnen genannten Wilhelmsbach-Quelle.

### Einzugsgebiet
Der Michelbach hat ein 9,3 km² großes Einzugsgebiet, das naturräumlich gesehen den nördlichen Schwäbisch-Fränkischen Waldbergen angehört, mit Anteilen an vier verschiedenen Unterräumen von diesen: sein Westteil mit dem Mittel- und Unterlauf des Michelsbachs gehört zum Weinsberger Tal, sein Südostteil um den oberen Wilhelmsbach zum Hinteren Mainhardter Wald, sein Ostteil mit dem Michelbach-Quellgebiet zum Vorderen Mainhardter Wald und der Nordrand zur Sulmer Bergebene. Sein höchster Punkt an der Südostecke im Gräfischen Bergle erreicht eine Höhe von 506,5 m ü. NHN.
Das des Michelbachs grenzt an die Einzugsgebiete der folgenden Nachbargewässer:
- Im Norden vereinen sich nördlich der Sulmer Bergebene die Quellbäche des Waldbachs, der über den Dimbach zur Brettach entwässert;
- im Nordosten entsteht jenseits der Eschelbach, der etwas weiter aufwärts in die Brettach mündet;
- im Osten sammelt der Gabelbach einen Großteil des Abflusses der angrenzenden Waldhochebene und führt ihn noch weiter aufwärts in die Brettach;
- im Südosten grenzt auf einem nur kurzen Stück Wasserscheide im Bereich des Gräfischen Bergles das Einzugsgebiet des Bernbachs an, höchster der benachbarten Zuflüsse der Brettach, die über den Kocher in den Neckar entwässert;
- im Süden fließt außerhalb der Nonnenbach, Hauptoberlauf des Sulm-Zuflusses Schlierbach, der den Abfluss auf der anderen Seite der westlichen Wasserscheide aufnimmt;
- im Nordwesten ist die Sulm selbst das nächste Gewässer, die den Neckar noch oberhalb des Kochers erreicht;
- im Nordnordwesten konkurriert hinter einem kurzen Stück Wasserscheide der nächste größere rechte Sulm-Zufluss Seebächle.

Die hydrologisch bedeutendste Wasserscheide verläuft also von Norden über Osten bis Südosten gegen das Brettach-Zuflusssystem. Diese erreicht im Norden nur kleinere, im Osten größere, im Südosten die größten Höhen. Die Wasserscheiden gegen die anderen Sulm-Zuflüsse und diese selbst auf dem andere Bogen der Gesamtwasserscheide von Süden über Westen bis Nordnordwesten sind dagegen merklich niedriger, ausgenommen auf einem kurzen Abschnitt im Süden.
Auf weniger als 30 % des Einzugsgebietes steht Wald, fast ausschließlich auf den Berghöhen im Osten und Südosten. An deren Westabfall ins Wilhelmsbach-Tal wächst Wein, ebenso an den Südhängen rechts des Michelbach-Unterlaufs, sonst dominieren in der offenen Flur die Äcker gegenüber den Wiesen. Das Gebiet gehört fast ganz zur Gemeinde Obersulm, nur winzige Randschnipsel im Süden zur Stadt Löwenstein ebenfalls im Landkreis Heilbronn bzw. im Norden zur Gemeinde Bretzfeld im benachbarten Hohenlohekreis.
Sämtliche Siedlungsplätze gehören ebenfalls zu Obersulm. Davon liegen am Michelbach-Lauf das Dorf Eschenau und das Mündungsdorf Affaltrach. Der Hof Friedrichshof steht rechts über der Talmulde des oberen Wilhelmsbachs, das Dorf Eichelberg an der Mündung des Hundsbergbachs in diesen. Der Hof Zeilhof liegt im Tal des unteren Michelbach-Zuflusses Zeilhofbach.

### Zuflüsse und Seen
Liste der Zuflüsse und  Seen von der Quelle zur Mündung. Gewässerlänge, Seefläche, Einzugsgebiet und Höhe nach den entsprechenden Layern auf der Onlinekarte der LUBW. Andere Quellen für die Angaben sind vermerkt.
Ursprung des Michelbachs auf etwa 320 m ü. NHN ca. 1,3 km südöstlich des Schlosses in Obersulm-Eschenau im Wald zwischen Köberle im Westen und Heidenrain im Osten. Der Michelbach fließt zunächst nordwärts und bald in der offenen Flur dem Ostrand Eschenaus entlang.
- Passiert eine Kette von drei Weihern rechts weit über dem Lauf im Steigwald auf etwa 320–315 m ü. NHN, die etwa einen halben Kilometer östlich des Eschenauer Ortsrandes liegen, zusammen ca. 0,2–0,3 ha.[LUBW 7]
- Durchfließt auf unter 223,6 m ü. NHN das gewöhnlich trockene Rückhaltebecken Michelbach I am Nordostrand von Eschenau.
Danach fließt der Michelbach westlich durch Eschenau.
- Mutzelbächle, von rechts und Nordwesten auf etwa 207 m ü. NHN unmittelbar vor der Kläranlage nach Eschenau, 1,9 km und ca. 0,3 km².[LUBW 8] Entsteht auf etwa 265 m ü. NHN am Nordostrand des Weinberggewanns Langhansen zum Höhenwald Sperbelhain. Folgt als Graben Feldwegen, zuletzt verdolt.
- Wilhelmsbach, von links und Südosten auf knapp 206,1 m ü. NHN[LUBW 2] unmittelbar nach der Kläranlage nach Eschenau, 5,7 km und 4,7 km².[LUBW 4] Entspringt auf etwa 440 m ü. NHN dem Heiligenbrunnen etwa 1,3 km südöstlich von Obersulm-Friedrichshof im Wald nahe dem Burgstall (?) Altes Schloss.
Der Michelbach selbst ist bis zu diesem Zufluss erst 3,0 km lang, hat erst ein Teileinzugsgebiet von 2,6 km² akkumuliert und wendet sich danach auf immer mehr südwestlichen Lauf.
  - (Bach von nahe der Riedbühlwiese), von links und Ostsüdosten auf etwa 310 m ü. NHN am Austritt des Wilhelmsbachs aus dem Kommenturwald in die offene Wasserklinge zu Füßen von Friedrichshof, ca. 0,5 km[LUBW 9] und unter 0,3 km².[LUBW 8] Entsteht auf etwa 365 m ü. NHN an einem Waldweg südlich der Lichtung Riedbühlwiese.
  - Hundsbergbach, von links und zuletzt Südsüdwesten auf etwa 291 m ü. NHN in Obersulm-Eichelberg, 1,8 km und 1,1 km². Entsteht auf etwa 385 m ü. NHN östlich von Löwenstein-Reisach im Wald Klank. Fließt, schon bald außerhalb des Waldes, anfangs etwa westnordwestlich und schwenkt dann um 90° nach rechts.
Der Wilhelmsbach ist bis zu diesem Zufluss wenige Meter kürzer als dieser Zufluss, hat aber schon ein 1,4 km²[LUBW 4] großes Teileinzugsgebiet akkumuliert.
  - (Graben aus der Rohrklinge), von rechts und Ostsüdosten auf etwa 260 m ü. NHN unter dem Höhenwald Langer Schlag, ca. 0,4 km[LUBW 9] und ca. 0,2 km².[LUBW 8] Entsteht auf etwa 330 m ü. NHN nördlich von Friedrichshof. Am Oberlauf Weinberggraben in natürlicher Mulde, am Unterlauf anscheinend verdolt.
  -  Durchfließt auf etwas unter 239,3 m ü. NHN[LUBW 2] den dauerangestauten See im Rückhaltebecken Wilhelmsbach etwa 0,7 km südlich der Ortsgrenze von Eschenau und westlich unter dem Paradies, 1,2 ha.
- Durchfließt auf etwa 205 m ü. NHN das gewöhnlich trockene Rückhaltebecken Michelbach II vor dem Freibad von Obersulm-Affaltrach.
- (Kurzer Nebenzweig), nach und von links auf Höhen um 201 m ü. NHN gleich nach der Michelbach-Querung der Affaltracher Mozartstraße, knapp 0,1 km.
- Zeilhofbach, von rechts auf etwa 199 m ü. NHN zuletzt verdolt unter der Poststraße in Affaltrach, 1,2 km und 1,0 km². Entsteht auf knapp 235 m ü. NHN in seiner schon breiten Talmulde zwischen dem Weinberghang Zeilrain im Nordwesten und dem Gemeindewald auf dem Salzberg im Südosten.

Mündung des Michelbachs nach erst nördlichem, dann westlichem bis zuletzt südwestlichen Lauf auf knapp 193,1 m ü. NHN in Obersulm-Affaltrach von rechts in die hier etwa ihren Mittellauf beginnende Sulm. Der Bach ist selbst 4,7 km, auf dem längeren Strang über seinen linken Oberlauf Wilhelmsbach  7,3 km lang und hat ein 9,3 km² großes Einzugsgebiet.

### Rückhaltebecken
Am Michelbach und seinen Zuflüsse gibt es die folgenden drei Hochwasserrückhaltebecken. Alle werden vom Wasserverband Sulm betrieben, liegen im Obersulmer Gemeindegebiet und stauen hinter Erddämmen. Sie werden vom jeweiligen Bach durchflossen. Im Hochwasserfall wird der Rückstau gesteuert abgelassen.
| Name | Lage | Lage | Lage       | Gestautes Gewässer und Abfluss | Stauraum in m3 | Stauraum in m3 | EZG       | Staufläche | Staufläche | Dammhöhe | Baujahr |
| |      |      | Ort        |                                | Maximal        | Dauer          |           | Max        | Dauer      |          |         |
| --- | ---- | ---- | ---------- | ------------------------------ | -------------- | -------------- | --------- | ---------- | ---------- | -------- | ------- |
| HRB Michelbach I | ⊙    | in   | Eschenau   | Michelbach                     | 0.015.000      | –              | 001,5 km2 | ?          | –          | 06,46 m  | 2004    |
| HRB Wilhelmsbach | ⊙    | vor  | Eschenau   | Wilhelmsbach → Michelbach      | 0.234.000      | 0.018.000      | 003,7 km2 | ?          | 01,2 ha    | 11,90 m  | 1979    |
| HRB Michelbach II | ⊙    | vor  | Affaltrach | Michelbach                     | 0.256.000      | –              | 008,0 km2 | ?          | –          | 11,00 m  | 2004    |
| Angaben zu Stauraum, Dammhöhe und Baujahr und zur gewöhnlichen Fläche der dauereingestauten Becken jeweils nach der amtlichen Gewässerkarte. Rückhaltebecken mit Eintrag „–“ in der Spalte für den Dauerstauraum sind gewöhnlich wasserlos. Die Einzugsgebiete wurden auf ihr abgemessen, unter weitestmöglicher Übernahme der Flächenwerte für die hierfür nicht zu zerschneidenden Teileinzugsgebiete. |      |      |            |                                |                |                |           |            |            |          |         |

## Geologie
Das Einzugsgebiet des Michelbachs liegt geologisch gesehen zur Gänze im Mittelkeuper. Dessen höchste auftretende Schicht ist der Stubensandstein (Löwenstein-Formation), der nur in der Südostecke des Einzugsgebietes im Waldgebiet südöstlich von Friedrichshof und Eichelberg auftritt. Gerade noch darin entspringen der Hauptstrang-Oberlauf Wilhelmsbach dem Heiligenbrunnen sowie dessen wenig kleinerer linker Oberlauf Hundsbergbach. Diese graben sich auf anfänglichem Westlauf keupertypische Klingen in die nacheinander darunter liegenden Oberen Bunten Mergel (Mainhardt-Formation), den Kieselsandstein (Hassberge-Formation) und die Unteren Bunten Mergel (Steigerwald-Formation). Ab Eichelberg, wo der Hundsbergbach in den Wilhelmsbach mündet, erreichen sie den Schilfsandstein (Stuttgart-Formation). Nach dem Ort wechselt der Wilhelmsbach auf etwa nördlichem Lauf in den Gipskeuper (Grabfeld-Formation), in dessen Höhenlage Wilhelmsbach wie danach auch der Michelbach bis zu dessen Mündung verlaufen; jedoch sind die mesozoischen Schichten im folgenden Talzug linksseits lange von lössführenden Fließerden aus quartärer Ablagerung überdeckt, denen am rechten Hang durch Rebflurbereinigung gestörte Hänge gegenüberliegen.
Über diesen Hängen zieht sich am Ostrand des Einzugsgebietes die flache Kieselsandstein-Hochebene weit nach Norden. Am Rand dieser Verebnung setzen die Unteren Bunten Mergel ein, in denen der Michelbach selbst entspringt, deutlich tiefer als Hundsbergbach oder gar Wilhelmsbach. Dieser wechselt auf Nordlauf über den Schilfsandstein bald in den Gipskeuper. Ab seinem Laufknick nach Westen am Nordostrand Eschenaus verläuft er in einem sich stark weitenden Auenlehmband, über dem am linken flachen Hang lange Abschwemmmassen ebenfalls aus dem Holozän liegen. Auch der untere Wilhelmsbach ist von einem Auenlehmband begleitet.
Die Berghöhen an und nahe der nördlichen Wasserscheide (etwa der Ausleger Salzberg) ragen allenfalls bis hinauf in den Schilfsandstein, der teilweise durch Löss überdeckt ist.
Im Einzugsgebiet gibt es einige amtlich als Geotope ausgewiesene Aufschlüsse der mesozoischen Schichten im Einzugsgebiet vom Gipskeuper bis hinauf zum Stubensandstein, durchweg auf oder am Abhang der östlichen Waldhochebene gelegen.

## Natur und Schutzgebiete
An seinem Oberlauf noch im Wald ist der Michelbach etwa 1 m breit und fließt in einer zunächst tief eingekerbten, bachabwärts flacher werdenden Keuperklinge. Das Sediment ist sandig bis steinig, die Ufer sind ohne Bewuchs. An den Unterhängen und auf der Talsohle entspringen mancherorts Sickerquellen. In den Mündungswinkeln kleiner Zuflüsse stehen teils kleine Felsen.
Ab dem Übertritt in die Flur begleitet den nun nicht mehr sehr naturnahen Bach ein Streifen Auwaldes von 4–6 m Breite, der etwa im Bereich des rechts anliegenden Anwesens vor Eschenau aussetzt und sich dann, dem östlichen Ortsrand Eschenaus folgend, fortsetzt.
Von wo er den Dorfrand zunächst hinter sich verlässt bis nach der nächsten Einzelansiedlung rechts des Laufs hat er eine wechselnde Breite von bis zu 2 m. Oberhalb des intermittierenden Auwaldstreifens unmittelbar am Ufer in der nun teils einige Meter tiefen Bachmulde steht auf der höheren linken Böschung fast durchweg ein Feldgehölz.
Nach der Westwende des Bachs im Bereich des ersten durchlaufenen Rückhaltebeckens folgt weiter dünneres Gehölz dem Lauf entlang einem Gewerbegebiet Eschenaus am linken Ufer. Durch Eschenau hindurch fließt er teils verdolt, am Ende wieder offen mit einigen Bäumen am Lauf. Ab der Kläranlage nach Eschenau und dann dem Zufluss des Wilhelmsbachs wird der begleitende Baumgalerie wieder dichter und bis zu 10 m breit, sie zieht sich so fort bis ins Dorf Affaltrach hinein, in dem die beidseitige Bebauung zunächst Abstand vom Lauf hält, bis etwa zur Poststraße. Auch in Affaltrach ist der Michelbach dann ein gutes Stück lang verdolt und fließt erst auf etwa den letzten etwa 200 m bis zu seiner Mündung wieder offen und in einem Gehölzstreifen.
Am Ammertsbergs vorbei läuft der Michelbach kurz durch einen nordöstlichen Zipfel des Landschaftsschutzgebietes Oberes Sulmtal mit Randhöhen, das auch zum größten Teil die offene Flur im Einzugsgebiet des Wilhelmsbaches umfasst, ausgenommen fast nur die Ansiedlungen mit ihrem Weichbild. Der größere Teil des Einzugsgebietes im Süden liegt im Naturpark Schwäbisch-Fränkischer Wald.

### LUBW
Amtliche Online-Gewässerkarte mit passendem Ausschnitt und den hier benutzten Layern: Lauf und Einzugsgebiet des Michelbachs

Allgemeiner Einstieg ohne Voreinstellungen und Layer: Daten- und Kartendienst der Landesanstalt für Umwelt Baden-Württemberg (LUBW) (Hinweise)
1. 1 2  Höhe nach dem Höhenlinienbild auf dem Hintergrundlayer Topographische Karte.
2. 1 2 3 4 5  Höhe nach schwarzer Beschriftung auf dem Hintergrundlayer Topographische Karte.
3. 1 2 3  Länge nach dem Layer Gewässernetz (AWGN).
4. 1 2 3 4  Einzugsgebiet aufsummiert aus den Teileinzugsgebieten nach dem Layer Basiseinzugsgebiet (AWGN).
5. 1 2  Seefläche nach dem Layer Stehende Gewässer.
6. 1 2  Einzugsgebiet nach dem Layer Basiseinzugsgebiet (AWGN).
7. ↑  Seefläche abgemessen auf dem Hintergrundlayer Topographische Karte.
8. 1 2 3 4  Einzugsgebiet abgemessen auf dem Hintergrundlayer Topographische Karte.
9. 1 2  Länge abgemessen auf dem Hintergrundlayer Topographische Karte.
10. ↑  Rückhaltebecken nach Layer Stauanlage.
11. ↑  Geotope lokalisiert der Layer Geotop, zumindest rudimentäre Beschreibungen sind dort abfragbar.
12. ↑  Schutzgebiete nach den einschlägigen Layern, Natur teilweise nach dem Layer Biotop.

### Andere Belege
1. ↑  Abfluss-BW - Daten und Karten
2. ↑  Wolf-Dieter Sick: Geographische Landesaufnahme: Die naturräumlichen Einheiten auf Blatt 162 Rothenburg o. d. Tauber. Bundesanstalt für Landeskunde, Bad Godesberg 1962. → Online-Karte (PDF; 4,7 MB)
3. ↑  Geologie nach den Layern zu Geologische Karte 1:50.000 auf: Mapserver des Landesamtes für Geologie, Rohstoffe und Bergbau (LGRB) (Hinweise). Etwa dasselbe Bild zeigt die unter → Literatur aufgeführte geologische Karte.